# ニーダーバイエルン行政管区
ニーダーバイエルン行政管区（ドイツ語：Regierungsbezirk Niederbayern）は、ドイツ連邦共和国バイエルン州東部に位置する行政管区である。区都はランツフート。

## 構成

行政管区の紋章

ニーダーバイエルン行政管区は3つの郡独立市と9の郡からなる。

### 郡独立市
- ランツフート
- パッサウ
- シュトラウビング

### 郡
| - デッゲンドルフ郡 - ディンゴルフィンク＝ランダウ郡 - フライウング＝グラーフェナウ郡 - ケールハイム郡 - ランツフート郡 - パッサウ郡 - レーゲン郡 - ロッタル＝イン郡 - シュトラウビング＝ボーゲン郡 |

## 歴史
1255年、バイエルン公国から分離する形でハインリヒ13世がニーダーバイエルン公国を建国した。その後1340年にバイエルン王国に統合されたが、1349年に再び分離された。1353年、バイエルン・ランツフート公国が建国された。1505年、バイエルンに再統合された。
バイエルン王国建国後の1808年に15の郡が設置された。その後の領域の変遷（チロル地方の喪失とプファルツ地方の編入）を経て、郡の数は8になった。1837年、ルートヴィヒ1世の治世に現在の名称になり、区都がパッサウからランツフートに移された。

## 主な観光地

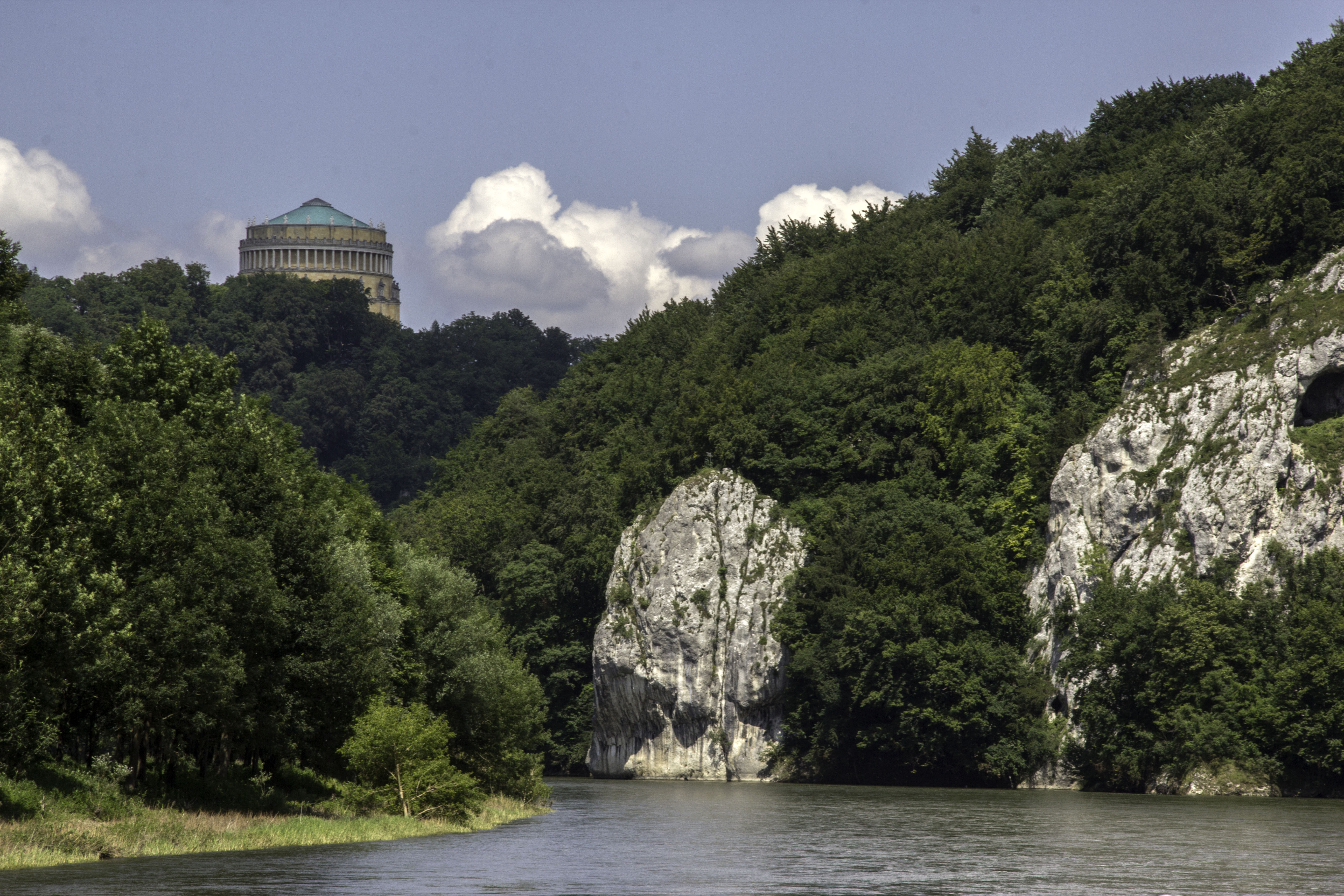
解放記念堂とドナウ川

ランツフート、シュトラウビング、パッサウ、ケールハイムの解放記念堂とヴェルテンブルク修道院が文化的な観光地としてよく知られている。自然ではグローサー・アルバー山がある。

## 関連リンク
イーザル原子力発電所 - エッシェンバッハにある原子力発電所。